# Campeonato Ecuatoriano de Fútbol Serie A 2013
 Campeonato Ecuatoriano de Fútbol Serie A 2013 är den högsta divisionen i fotboll i Ecuador för säsongen 2013 och består av två mästerskap - Primera Etapa och Segunda Etapa (första och andra etappen). Vardera mästerskap består av tolv lag som spelade en match hemma och en match borta vilket innebar 22 matcher per lag och mästerskap. Primera División kvalificerar även lag till Copa Libertadores 2014 och Copa Sudamericana 2014. Vinnaren av varje mästerskap kvalificerar sig till en final där 2013 års säsongs mästare koras.

## Poängtabeller
| Nr | Lag                  | S  | V  | O | F  | GM | IM | MS  | P  |
| -- | -------------------- | -- | -- | - | -- | -- | -- | --- | -- |
| 1  | Emelec               | 22 | 14 | 3 | 5  | 28 | 17 | +11 | 45 |
| 2  | LDU Quito            | 22 | 12 | 5 | 5  | 26 | 19 | +7  | 41 |
| 3  | Independiente        | 22 | 12 | 3 | 7  | 37 | 25 | +12 | 39 |
| 4  | Deportivo Quito      | 22 | 10 | 8 | 4  | 41 | 24 | +17 | 38 |
| 5  | Barcelona            | 22 | 11 | 5 | 6  | 33 | 19 | +14 | 38 |
| 6  | Universidad Católica | 22 | 9  | 6 | 7  | 34 | 35 | −1  | 33 |
| 7  | El Nacional          | 22 | 8  | 2 | 12 | 29 | 33 | −4  | 26 |
| 8  | Deportivo Cuenca     | 22 | 6  | 7 | 9  | 29 | 36 | −7  | 25 |
| 9  | Deportivo Quevedo    | 22 | 6  | 5 | 11 | 26 | 34 | −8  | 23 |
| 10 | Manta                | 22 | 5  | 7 | 10 | 26 | 33 | −7  | 22 |
| 11 | LDU Loja             | 22 | 3  | 8 | 11 | 21 | 33 | −12 | 17 |
| 12 | Macará               | 22 | 3  | 7 | 12 | 14 | 36 | −22 | 16 |

| Nr | Lag                  | S  | V  | O  | F  | GM | IM | MS  | P  |
| -- | -------------------- | -- | -- | -- | -- | -- | -- | --- | -- |
| 1  | Emelec               | 22 | 12 | 7  | 3  | 39 | 13 | +26 | 43 |
| 2  | Universidad Católica | 22 | 11 | 5  | 6  | 34 | 29 | +5  | 38 |
| 3  | Independiente        | 22 | 9  | 7  | 6  | 33 | 23 | +10 | 34 |
| 4  | El Nacional          | 22 | 9  | 7  | 6  | 19 | 14 | +5  | 34 |
| 5  | Deportivo Quito      | 22 | 9  | 6  | 7  | 21 | 26 | −5  | 33 |
| 6  | Barcelona            | 22 | 7  | 9  | 6  | 22 | 25 | −3  | 30 |
| 7  | LDU Loja             | 22 | 7  | 8  | 7  | 29 | 23 | +6  | 29 |
| 8  | Manta                | 22 | 7  | 6  | 9  | 21 | 27 | −6  | 27 |
| 9  | LDU Quito            | 22 | 5  | 10 | 7  | 22 | 22 | 0   | 25 |
| 10 | Deportivo Cuenca     | 22 | 4  | 10 | 8  | 29 | 32 | −3  | 22 |
| 11 | Deportivo Quevedo    | 22 | 6  | 4  | 12 | 18 | 34 | −16 | 22 |
| 12 | Macará               | 22 | 3  | 7  | 12 | 16 | 35 | −19 | 16 |

## Sammanlagd tabell
De lag som vunnit antingen Primera Etapa eller Segunda Etapa står i fetstil. Vinnarna av dessa serier kvalificerar sig för final och därmed för Copa Libartadores 2014 och Copa Sudamericana 2014. Det bästa laget i den sammanlagda tabellen utöver dessa två lag kvalificerar sig för Copa Libertadores, medan de två följande lagen kvalificerar sig för Copa Sudamericana. I det fall ett lag vinner både Primera och Segunda Etapa så innebär detta att det bästa laget utöver detta lag kvalificerar sig för både Copa Libertadores och Copa Sudamericana, och det lag som ligger därefter kvalificerar sig till Copa Sudamericana. De två sämsta lagen i den sammanlagda tabellen flyttas ner en division.
| Nr | Lag                  | S  | V  | O  | F  | GM | IM | MS  | P  |
| -- | -------------------- | -- | -- | -- | -- | -- | -- | --- | -- |
| 1  | Emelec               | 44 | 26 | 10 | 8  | 67 | 30 | +37 | 88 |
| 2  | Independiente        | 44 | 21 | 10 | 13 | 70 | 48 | +22 | 73 |
| 3  | Deportivo Quito      | 44 | 19 | 14 | 11 | 62 | 50 | +12 | 71 |
| 4  | Universidad Católica | 44 | 20 | 11 | 13 | 68 | 64 | +4  | 71 |
| 5  | Barcelona            | 44 | 18 | 14 | 12 | 54 | 43 | +11 | 68 |
| 6  | LDU Quito            | 44 | 17 | 15 | 12 | 48 | 41 | +7  | 66 |
| 7  | El Nacional          | 44 | 17 | 9  | 18 | 48 | 47 | +1  | 60 |
| 8  | Manta                | 44 | 12 | 13 | 19 | 47 | 60 | −13 | 49 |
| 9  | Deportivo Cuenca     | 44 | 10 | 17 | 17 | 58 | 68 | −10 | 47 |
| 10 | LDU Loja             | 44 | 10 | 16 | 18 | 49 | 55 | −6  | 46 |
| 11 | Deportivo Quevedo    | 44 | 12 | 9  | 23 | 44 | 68 | −24 | 45 |
| 12 | Macará               | 44 | 6  | 14 | 24 | 30 | 71 | −41 | 32 |

Färgkoder:
     – Kvalificerade för Copa Libertadores 2014 och Copa Sudamericana 2014

     – Kvalificerade för Copa Libertadores 2014

     – Kvalificerade för Copa Sudamericana 2014

     – Nedflyttade

## Final
En final skulle spelas för att avgöra vilket lag som skall vinna mästerskapet säsongen 2013 och finalen skulle bestå av vinnarlaget av Primera Etapa och Segunda Etapa, men eftersom Emelec vann båda etapperna så spelades ingen final utan Emelec blev mästare säsongen 2013.